# Ronhac (Charente)
Ronhac (en francès Rougnac) és un municipi francès situat al departament del Charente i a la regió de la Nova Aquitània. L'any 2007 tenia 522 habitants.

## Demografia

### Població
El 2007 la població de fet de Rougnac era de 522 persones. Hi havia 204 famílies de les quals 53 eren unipersonals (16 homes vivint sols i 37 dones vivint soles), 70 parelles sense fills, 61 parelles amb fills i 20 famílies monoparentals amb fills.
La població ha evolucionat segons el següent gràfic:
Habitants censats

### Habitatges
El 2007 hi havia 256 habitatges, 202 eren l'habitatge principal de la família, 46 eren segones residències i 8 estaven desocupats. 253 eren cases i 3 eren apartaments. Dels 202 habitatges principals, 158 estaven ocupats pels seus propietaris, 39 estaven llogats i ocupats pels llogaters i 5 estaven cedits a títol gratuït; 7 tenien dues cambres, 23 en tenien tres, 56 en tenien quatre i 116 en tenien cinc o més. 164 habitatges disposaven pel capbaix d'una plaça de pàrquing. A 84 habitatges hi havia un automòbil i a 102 n'hi havia dos o més.

### Piràmide de població
La piràmide de població per edats i sexe el 2009 era:
| Homes | Edats   | Dones |
| ----- | ------- | ----- |
| 0     | 95 o +  | 0     |
| 8     | 90 a 94 | 0     |
| 0     | 85 a 89 | 12    |
| 0     | 80 a 84 | 12    |
| 8     | 75 a 79 | 24    |
| 20    | 70 a 74 | 8     |
| 16    | 65 a 69 | 24    |
| 20    | 60 a 64 | 24    |
| 0     | 55 a 59 | 4     |
| 28    | 50 a 54 | 28    |
| 24    | 45 a 49 | 24    |
| 16    | 40 a 44 | 12    |
| 28    | 35 a 39 | 4     |
| 12    | 30 a 34 | 20    |
| 8     | 25 a 29 | 16    |
| 28    | 20 a 24 | 4     |
| 4     | 15 a 19 | 16    |
| 12    | 10 a 14 | 12    |
| 24    | 5 a 9   | 12    |
| 8     | 0 a 4   | 12    |

## Economia
El 2007 la població en edat de treballar era de 324 persones, 244 eren actives i 80 eren inactives. De les 244 persones actives 217 estaven ocupades (116 homes i 101 dones) i 26 estaven aturades (14 homes i 12 dones). De les 80 persones inactives 33 estaven jubilades, 18 estaven estudiant i 29 estaven classificades com a «altres inactius».

### Ingressos
El 2009 a Rougnac hi havia 207 unitats fiscals que integraven 444 persones, la mediana anual d'ingressos fiscals per persona era de 16.936 €.

### Activitats econòmiques
Dels 15 establiments que hi havia el 2007, 2 eren d'empreses extractives, 1 d'una empresa alimentària, 6 d'empreses de construcció, 3 d'empreses de comerç i reparació d'automòbils, 1 d'una empresa d'hostatgeria i restauració, 1 d'una empresa d'informació i comunicació i 1 d'una empresa de serveis.
Dels 8 establiments de servei als particulars que hi havia el 2009, 3 eren paletes, 2 guixaires pintors, 1 fusteria, 1 electricista i 1 restaurant.
L'únic establiment comercial que hi havia el 2009 era una fleca.
L'any 2000 a Rougnac hi havia 15 explotacions agrícoles que ocupaven un total de 938 hectàrees.

## Equipaments sanitaris i escolars
L'únic equipament sanitari que hi havia el 2009 era un hospital de tractaments de mitja durada (seguiment i rehabilitació).
El 2009 hi havia una escola elemental integrada dins d'un grup escolar amb les comunes properes formant una escola dispersa.

## Poblacions més properes
El següent diagrama mostra les poblacions més properes.